# Dolophrosynella balteata
Dolophrosynella balteata är en fjärilsart som beskrevs av John Hartley Durrant 1919. Dolophrosynella balteata ingår i släktet Dolophrosynella och familjen plattmalar. Inga underarter finns listade i Catalogue of Life.